# Паровин, Геннадий Вениаминович
Генна́дий Вениами́нович Паро́вин (18 января 1965) — советский и российский футболист, защитник.

## Карьера
С 1982 по 1984 год выступал за «Ростсельмаш», провёл 62 матча, забил 2 гола. Сезон 1985 года провёл в ростовском СКА, в составе которого дебютировал в Высшей лиге СССР, где сыграл 14 встреч.
Затем вернулся в «Ростсельмаш», в котором играл до 1990 года, проведя за это время 155 матчей и забив 3 гола. Сезон 1991 года начал в азовском АПК, сыграл 3 встречи. В сезоне 1992/93 играл за клуб «Байя» из второй лиги Венгрии.
В 1992 году снова вернулся в «Ростсельмаш», выступал за него до 1996 года, проведя за это время 91 игру в чемпионатах и первенстве России за основной состав, и ещё 4 встречи сыграв за «Ростсельмаш-д».
Сезон 1997 года провёл в составе сочинской «Жемчужины», однако не сыграл за неё ни разу. В 1998 году выступал за «Кубань», принял участие в 3 матчах команды.